# Stéphane Collet
Pour les articles homonymes, voir Collet.
Stéphane Collet, né le 13 juin 1972 à Diego Suarez (Madagascar), est un footballeur international malgache, qui possède également la nationalité française. Il jouait au poste de milieu de terrain offensif.

## Biographie
Formé à l'OGC Nice, il devient rapidement le chouchou du Stade du Ray. Il joue de nombreux matchs et participe à la montée du club en Division 1 en 1994.
Durant ses années au RC Strasbourg, il hérite du surnom « la mobylette » à cause de son activité de tous les instants. Il est très populaire dans ce club où il est l'un des artisans des bons résultats ces années là en Coupe de la Ligue et Coupe de l'UEFA. En effet, c'est lui qui donne la victoire à Strasbourg en réussissant le dernier tir au but, synonyme de victoire en Coupe de la Ligue 1997. En 1997-98, le Strasbourg est éliminé en 8e de finale de Coupe UEFA par le futur vainqueur de la compétition, l'Inter Milan (2-3 sur les 2 matchs).
L'année suivante, il part au RC Lens où il n'est pourtant pas désiré par l'entraîneur Daniel Leclercq. Il s'y blesse gravement en début de saison et ne joue que six matchs.
Il passe ensuite par l'Espagne et la Real Sociedad mais cette expérience est un échec et malgré un retour au RC Strasbourg en 2002, il ne retrouve jamais son niveau.
En 2003, il est appelé dans l'équipe de Madagascar pour des matchs de qualification pour la CAN 2004.
Très attaché à la région niçoise, il y revient en novembre 2003 pour mettre un terme à sa carrière professionnelle et jouer au FC Carros puis au Rapid de Menton jusqu'en 2007.
Il entame en 2008 une nouvelle carrière, celle d'entraîneur au FC Carros à la suite du départ d'Eric Escato, l'ancien entraîneur. 
À partir de 2010, il entraîne l'équipe du Cros-de-Cagnes dans le championnat U17 puis U19 de Division d'Honneur.
Depuis 2020, Stéphane Collet entraîne l'équipe R1 sénior du Rapid de Menton.

## Carrière
- 1990-1996 :  OGC Nice
- 1996-1999 :  RC Strasbourg
- 1999-2000 :  RC Lens
- 2000-nov 2001 :  Real Sociedad
- nov 2001-2002 :  RC Strasbourg
- 2002-nov 2003 :  Real Sociedad
- nov 2003-2004 :  FC Carros
- 2004-2007 :  Rapid de Menton
- 2007-2008 :  FC Carros (joueur puis entraîneur)[4],[5]
- 2010-2017   Cros de Cagnes (Entraineur)

## Palmarès
- Coupe de la Ligue : 
  - Vainqueur en 1997 avec Strasbourg

- Championnat de Division 2 :
  - Champion en 1994 avec Nice
  - Vice-Champion en 2002 avec Strasbourg

## Statistiques
- Ligue 1 : 
  - 155 matches et 6 buts
  - 1er match : OGC Nice - FC Sochaux (1-0), le 2 août 1994

- Ligue 2 :
  - 65 matches et 2 buts
  - 1er match : FC Mulhouse - OGC Nice (1-6), le 9 février 1992

- Liga : 
  - 6 matches et 0 but
  - 1er match : Real Sociedad - Racing Santander (2-2), le 9 septembre 2000